# Андалал
Андалалское вольное общество (авар. ГӀандалал, ГӀандалазул бо) — группа селений в центральной горной части нынешнего Дагестана, одна из областей расселения аварцев. Входившие в общество селения управлялись местными советами старейшин во главе селения Согратль. Селения объединяли свои силы в борьбе против вторжений.

## История
До принятия ислама двенадцать андалалских поселений в Аварии назывались Вицху. После введения ислама арабы стали Вицху называть Иудалал. Отсюда, говорят, и произошло название Андалал. Любопытно, что в Лакском районе и сейчас есть аулы, население которых называет себя вицхинцами.
В 1741 году правитель Персии Надир-шах Афшар со 100-тысячной армией вторгся в пределы Дагестана. К сентябрю этого же года весь Дагестан уже находился в руках персов, «единственной непокорённой цитаделью Дагестана осталась Авария».

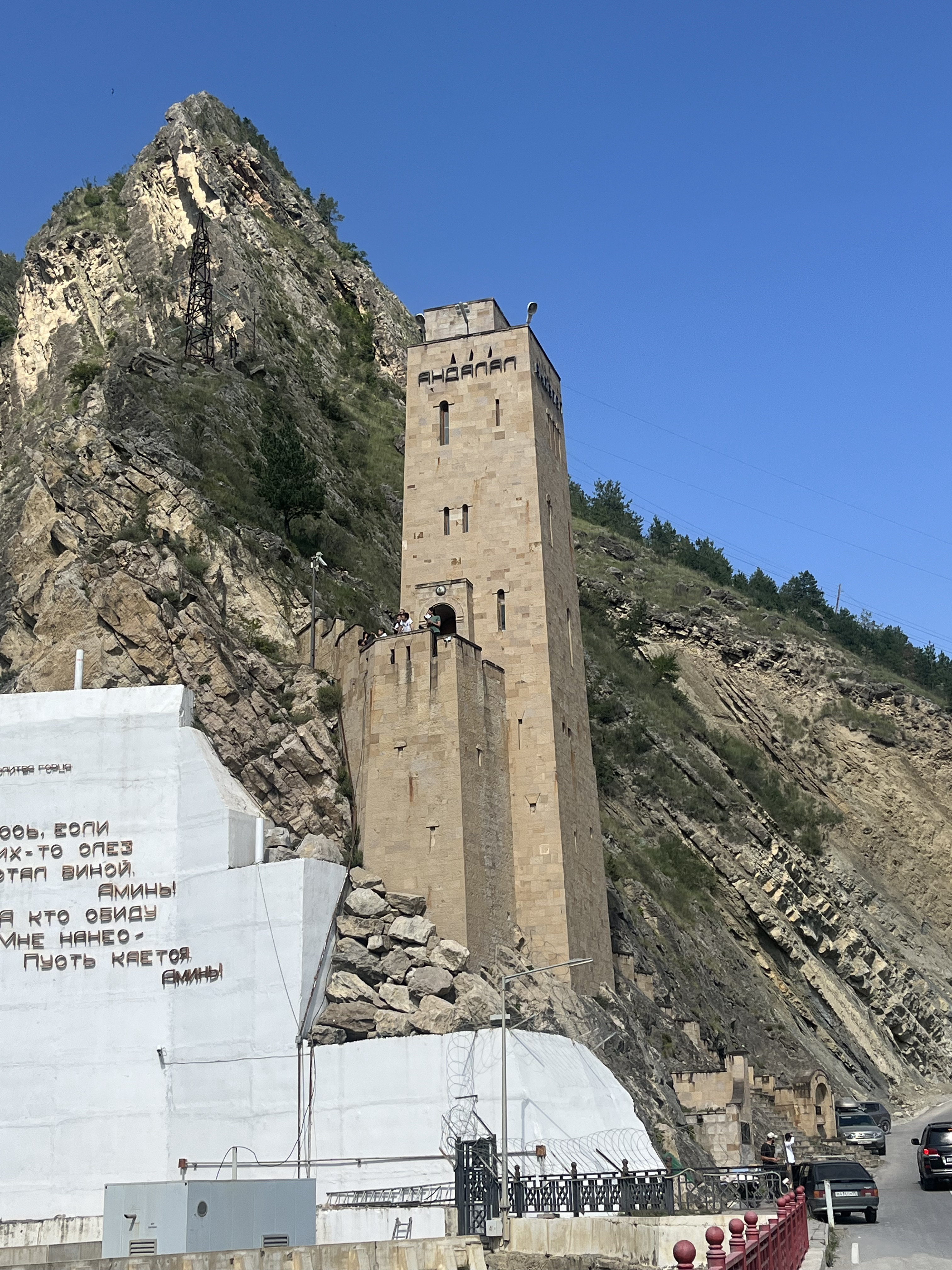
Башня «Андалал» в Гунибском районе, воздвигнута в 2005 году

В связи с нависшей угрозой был созван совет старейшин Андалала, на котором было принято решение дать отпор захватчикам. Андалалскому кадию Пир-Мухаммаду было поручено организовать и возглавить ополчение.
В конце сентября персы вошли на территорию Андалала. Пир-Мухаммад обратился с посланием о поддержке ко всем аварским обществам, откуда вскоре пришла помощь. Также к шаху были направлены парламентарии, с целью уговорить его не вести ненужную войну. Дело кончилось их казнью. После этого Пир-Мухаммад сказал: «Теперь между нами не может быть мира. Пока рассудок наш не помутится, будем воевать и уничтожим вторгшегося врага». Когда Надир-шах «достиг горы над селением Чох Андалалского магала, аварцы сразились с ним» и нанесли ему сокрушительное поражение. Шах был вынужден бежать, потеряв в Аварии большую часть своего войска.
В годы Кавказской войны андалалские аулы находились на стороне Шамиля. Писатель и участник кавказских войн Я. Н. Костенецкий, во время Аварской карательной экспедиции 1837 года, так описывал андалалцев:

Несмотря на то, что я уже, пригляделся к атлетическим формам дагестанцев, здешние жители в особенности поразили меня своим ростом и дородством: в сравнении с ними мы казались просто пигмеями. С косматою чёрною буркой на одном плече, в высокой шапке, в длинным ружьем в руках, кинжалом и пистолетом за поясом, и ко всему этому круглая чёрная борода, нависшие брови, орлиный нос и аварские глаза: это просто бандиты, перед которыми испанские или итальянские разбойники показались бы мальчишками, и я уверен, что в цветущие времена мелодрамы такая группа, выведенная на сцену, произвела бы самый убийственный эффект.
В 1877 году на территории Андалала, как и во всем Дагестане, вспыхнуло восстание. Его возглавил андалалец Мухаммад-Хаджи, который был признан четвёртым имамом Дагестана. К концу 1877 года восстание пошло на спад. В ноябре пало последнее убежище повстанцев — село Согратль. Согратль был полностью сожжён, также была взорвана Джума-мечеть. Мухаммад-Хаджи и его активные сподвижники были арестованы и публично повешены в местности Анада, вблизи Согратля, на глазах согнанного по этому случаю огромного количества народа. Смотреть на казнь было приведено около 2000 человек со всех сёл среднего и западного Дагестана (с каждого села должны были прийти минимум 2 человека).